# Kaiserslautern
Kaiserslautern är en kretsfri stad i det tyska förbundslandet Rheinland-Pfalz. Staden har ungefär 101 000 invånare (samt omkring 38 000 amerikanska soldater med familjemedlemmar). Den är känd för sitt fotbollslag 1. FC Kaiserslautern och för den amerikanska militärbasen Ramstein Air Base.

## Historia
- Även om man har hittat rester av romerska byggnader från 250-talet efter Kristus, så nämndes staden dock först kring år 830 som villa Luthra i ett dokument från klostret i Lorsch.
- 985 skänktes staden av Otto III till Otto av Kärnten.
- Efter 1152 byggde Fredrik Barbarossa en borg och ett sjukhus i staden och besökte Kaiserslautern flera gånger.
- 1276 fick Kaiserslautern rättigheter som en fri riksstad.
- Men redan 1314 förlorade staden sina rättigheter och förpantades flera gånger tills den hamnade i Kurpfalz 1375.
- I slutet av 1500-talet grundades furstendömet Lautern i Kaiserslautern, men det tillföll Kurpfalz igen efter att den första fursten dog.
- I trettioåriga kriget besattes staden 1621 av Spanien och 1632 av Sverige. När kejserliga arméer intog staden 1635 plundrades den och stadens befolkning mördades till största delen.
- Under den följande tiden invaderades staden flera gånger av spanska och franska trupper [4] medan den mest tillhörde Kurpfalz.
- 1801 tillföll staden Frankrike, men efter Napoleon I:s nederlag tilldelades staden 1816 Bayern.
- Efter första världskriget besattes staden av franska trupper igen.
- I andra världskriget förstördes Kaiserslautern till två tredjedelar och besattes av amerikanska och franska trupper.
- 1946 blev Kaiserslautern en del av delstaten Rheinland-Pfalz. USA byggde sin största bas i Europa utanför staden, Ramstein Air Base, och fortfarande finns det inemot 38 000 amerikanska soldater och deras anhöriga i Ramstein tio km utanför Kaiserslautern. På grund av att amerikaner har svårt att uttala stadens namn är Kaiserslautern i USA känd som K-Town.
- 1992 lämnade de sista franska trupperna staden medan antalet amerikanska trupper ökar.
- 2006 spelades VM i fotboll i Tyskland med Kaiserslautern som en av värdorterna.

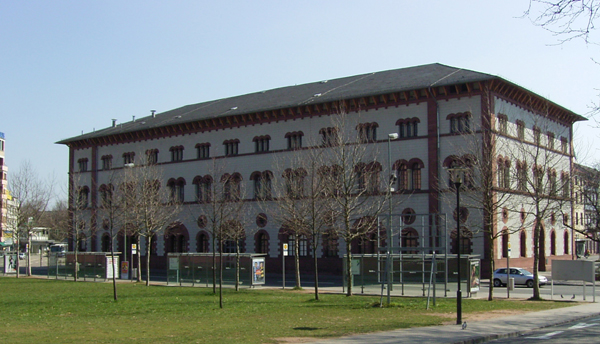
Fruchthalle - en gammal saluhall
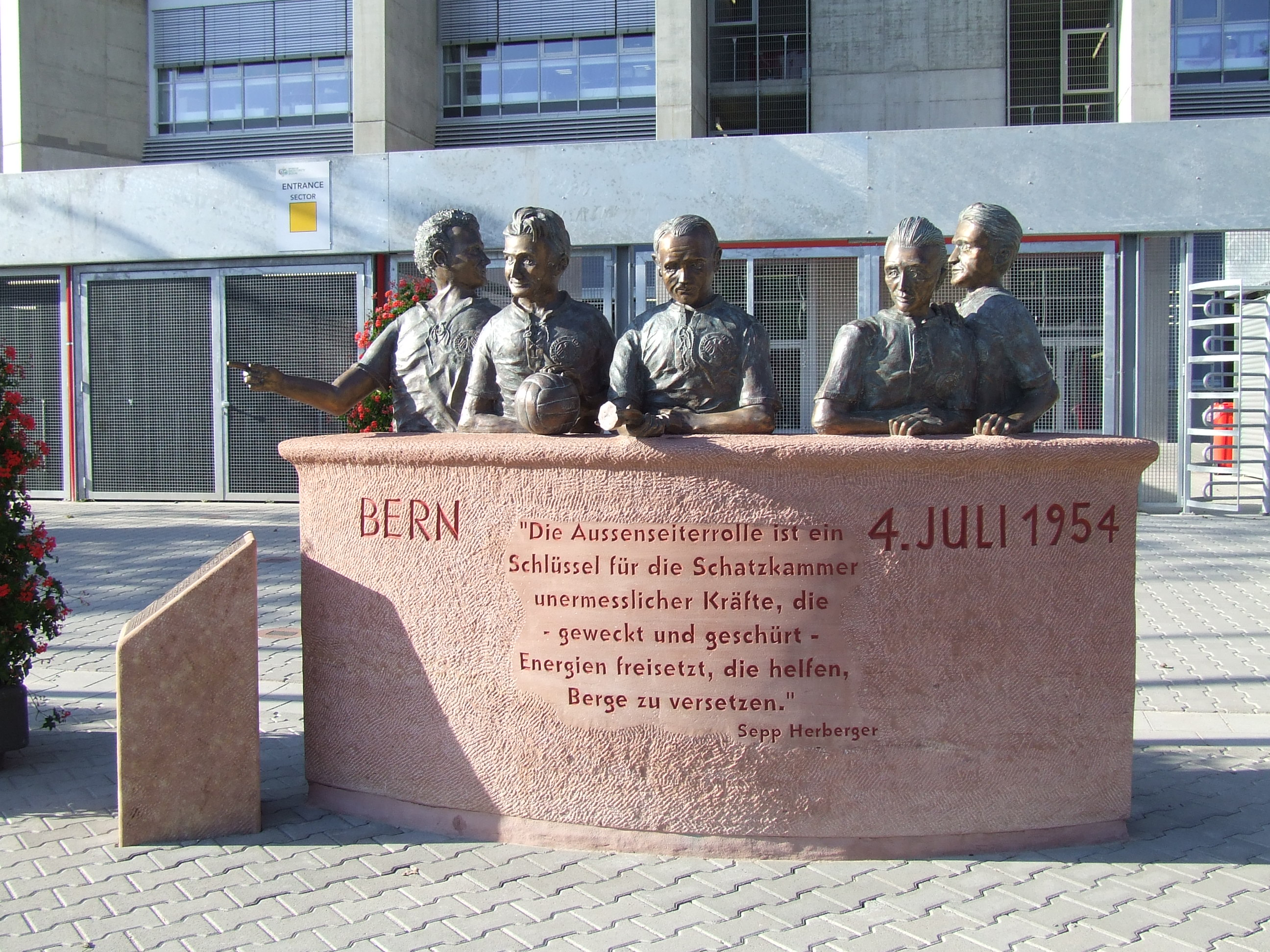
Staty över "Hjältarna från Bern"
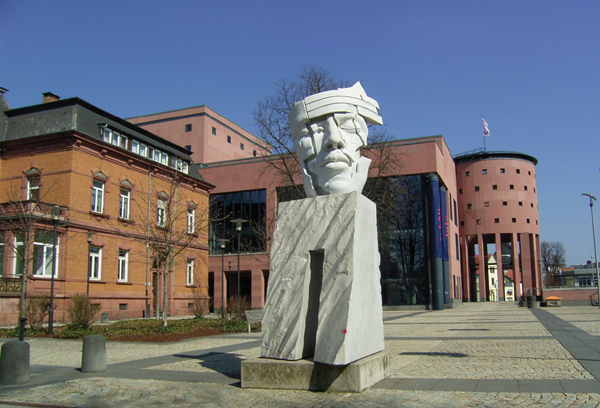
Pfalztheater

## Ekonomi och näringsliv
Stadens ekonomi beror framför allt på den amerikanska armén, flygvapnet och på Opel-fabriken som finns i Kaiserslautern. Kaiserslautern har anslutning till de tyska motorvägarna (Autobahn) A6 och A63.

## Utbildning och forskning
Kaiserslautern har ett tekniskt universitet samt en yrkeshögskola (Fachhochschule). Dessutom finns två Fraunhoferinstitut och det tyska centret för forskning om artificiell intelligens i staden.

## Vänorter
Kaiserslautern har följande vänorter:
- Banja Luka, Bosnien och Hercegovina
- Brandenburg an der Havel, Tyskland
- Bunkyō, Japan
- Columbia, South Carolina, USA
- Davenport, Iowa, USA
- Douzy, Frankrike
- Guimarães, Portugal
- Newham, Storbritannien
- Pleven, Bulgarien
- Saint-Quentin, Frankrike
- Silkeborg, Danmark

## Kända personer
- Fritz Walter
- Ottmar Walter
- Markus Merk
- Zedd